# معامل تمدد حراري

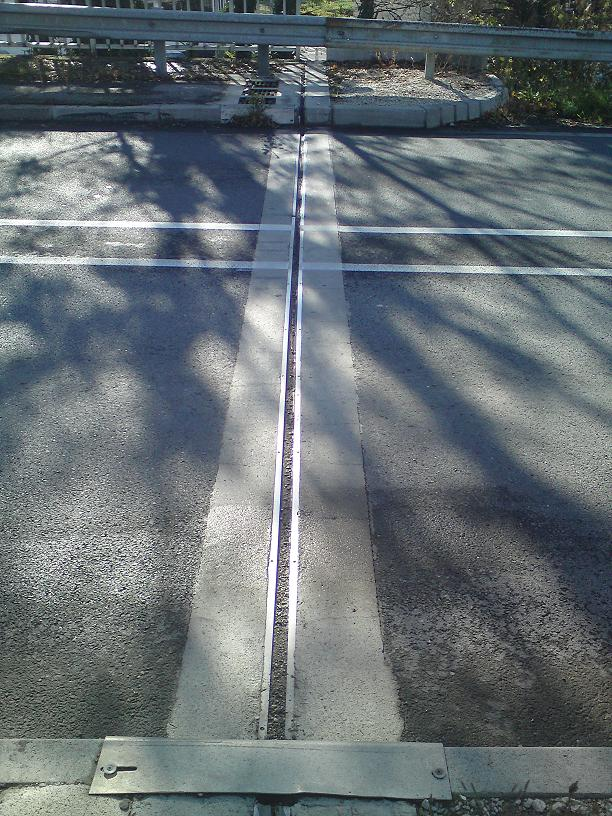

عندما تتغير درجة حرارة مادة ما، فإن الطاقة المختزنة في الروابط الجزيئية بين ذراتها تتغير. عندما تزداد الطاقة المختزنة يزداد طول الروابط الجزيئية، وبالتالي فإن المواد الصلبة عادة تتمدد عند تسخينها وتتقلص عند تبريدها. يطلق على الاستجابة بتغير الأبعاد عند تغير درجة الحرارة اسم التمدد الحراري، وتقاس هذه العلاقة بمعامل التمدد الحراري.
من الممكن تعريف عدة معاملات تمدد حراري بحسب قياس التمدد وهي
- معامل التمدد الحراري الطولي
- معامل التمدد الحراري المساحي
- معامل التمدد الحراري الحجمي

حيث من الممكن تعريف معامل التمدد الحراري الحجمي للأجسام الصلبة والسائلة والغازية، بينما معامل التمدد الطولي يعرف فقط للأجسام الصلبة وهو العامل المستخدم بكثرة في التطبيقات الهندسية.
هناك بعض المواد التي تتمدد عند تبريدها مثل الماء المجمد، ولهذا يكون لها معامل تمدد حراري ذو قيمة سالبة.

## صيغة معامل التمدد الحراري
يربط معامل التمدد الحراري تغير أبعاد الماد بتغير درجة الحرارة. ولذلك يكتب على شكل كسر بين تغير البعد بالنسبة لتغير درجة الحرارة.
{\displaystyle \alpha ={1 \over L_{0}}{\partial L \over \partial T}}
حيث {\displaystyle L_{0}\ } هو الطول الأصلي للجسم، {\displaystyle L\ } الطول الجديد بعد التمدد، {\displaystyle T\ } التغير في درجة الحرارة. و تؤثر درجة الحرارة أيضاً في المقاومة الكهربائية للمادة حسب الموصلية الكهربائية، فعند زيادة درجة الحرارة للمادة الموصلة تزداد المقاومة الكهربائية للمادة، أما المواد العازلة فيمكن أن تنخفض مقاومتها الكهربائية عند ازدياد درجة الحرارة.